# Jacinto Robles
Jacinto Robles Guzmán, manchmal auch Alberto Robles, (* 7. September 1897 in Santiago; † 21. Juli 1955 ebenda) war ein chilenischer Fußballspieler. Der Torwart absolvierte ein Länderspiel für Chile.

## Karriere

### Verein
Auf Vereinsebene spielte Jacinto Robles 1924 für Fernández Vial aus Concepción.

### Nationalmannschaft
Jacinto Robles debütierte beim Campeonato Sudamericano 1924 in Uruguay bei der 0:2-Niederlage gegen Argentinien. Beim Turnier kam das Team von Nationaltrainer Carlos Acuña mit drei klaren Niederlagen nicht über den letzten Platz hinaus. Es blieb das einzige Länderspiel des Torwarts.